# 劉思坊
劉思坊，台灣台北人，政治大學台文所碩士，加州大學爾灣分校東亞文學博士。2019年遷居紐約布魯克林，現於紐約市立杭特大學教授語言和台灣文學。，臺灣小說、散文創作者。曾參加耕莘寫作會小說創作研究班，受教於楊昌年教授。

## 著作
- 散文《躲貓貓》（台北：麥田，2015）ISBN 9789863442660
- 選集《我們這一代：七年級作家》（宇文正、王盛弘主編，台北：麥田，2016）ISBN 9789863444060
- 小說《可憐的小東西》（台北：時報，2023) ISBN 9786263536173

## 獲獎
- 《城南怪事》入圍「臺北文學年金」獎助計畫(2023)
- 《可憐的小東西》獲得國藝會常態補助(2021)
- 〈四小天鵝〉獲得林榮三短篇小說文學獎佳作(2020)
- 〈失敗者的家族相簿〉獲得苗栗縣夢花文學獎短篇小說首獎(2011)
- 〈朱文錦〉獲得全國學生文學獎短篇小說第二名(2009)
- 〈烈女岸〉獲得浯島文學獎短篇小說第三名(2008)
- 〈離別曲〉獲得道南文學獎短篇小說首獎(2008)
- 〈孤島板橋〉獲得枋橋文學獎散文首獎(2008)